# NGC 700
NGC 700 (другие обозначения — ZWG 522.30, PGC 6928) — линзообразная галактика (S0) в созвездии Андромеда.
Этот объект входит в число перечисленных в оригинальной редакции «Нового общего каталога».
NGC 700 часто неверно идентифицируется как PGC 6924.
Галактика NGC 700 входит в состав группы галактик UGC 1344. Помимо NGC 700 в группу также входят NGC 688, NGC 714, UGC 1330, UGC 1338, UGC 1344, MGC 6-5-40 и CGCG 522-33.
Галактика NGC 700 входит в состав группы галактик NGC 669. Помимо NGC 700 в группу также входят ещё 34 галактик.